# المنيرة (الهرمل)
المنيرة أو المنيره هي إحدى القرى اللبنانية من قرى قضاء الهرمل في محافظة بعلبك الهرمل.